# 공공필요
공공필요는 헌법이 규정하고 있는 재산권에 대한 수요, 사용에 대한 제한요건으로 국가안전보장, 공공복리, 질서유지 이외의 지역경제상의 이익을 아우르는 불확정개념이다.

## 판단기준
1. 적합성의 원칙
2. 필요성의 원칙
3. 상당성의 원칙